# 黄果榕
黄果榕（学名：Ficus benguetensis）为桑科榕属下的一个种。

## 扩展阅读
- 維基物種上的相關：黄果榕